# Commission scolaire de Montréal
La Commission scolaire de Montréal (CSDM) est une ancienne commission scolaire québécoise francophone de l'île de Montréal (50% d’élèves), au Québec. Abolie le 15 juin 2020, elle avait été créée le 1er juillet 1998 par la Loi modifiant la Loi sur l'instruction publique, laquelle prévoit la division du territoire québécois en commissions scolaires linguistiques plutôt que confessionnelles. À partir du 1er juillet 2009, des amendements majeurs sont apportés à cette loi avec le projet de loi 88. La CSDM succède à la Commission des écoles catholiques de Montréal (CÉCM), née au milieu du 19e siècle. Pendant plus de 150 ans, celle-ci a offert des services éducatifs en français et en anglais à la population montréalaise.

## Établissements
Le centre de services scolaire de Montréal CSSDM possède 188 établissements dont 121 écoles primaires ordinaires, 3 écoles primaires EHDAA, 24 écoles secondaires ordinaires, 7 écoles secondaires EHDAA, 3 écoles primaires et secondaires ordinaires, 3 écoles primaires et secondaires EHDAA, 10 écoles de métiers de la formation professionnelle et 15 centres de formation générale pour adultes.

## Territoire desservi
Le CSSDM offre des services aux 8 des 19 arrondissements de la Ville de Montréal qui correspond à la partie centrale de l'île de Montréal dont Ahuntsic-Cartierville, Côte-des-Neiges-Notre-Dame-de-Grâce, Le Plateau-Mont-Royal, Le Sud-Ouest, Mercier-Hochelaga-Maisonneuve, Rosemont-La Petite-Patrie, Villeray-Saint-Michel-Parc-Extension et Ville-Marie et de la Ville de Westmount.